# Shin In-ha
Shin In-ha is een Noord-Koreaans diplomaat. Hij was van 25 januari 1984 tot 26 september 1988 ambassadeur van Noord-Korea in China. In-ha werd opgevolgd door Ju Chang-jun. Hij was ook ambassadeur in Roemenië en was in zijn termijn aanwezig bij een ontmoeting tussen een Noord-Koreaanse delegatie en een Roemeense delegatie in mei en juni 1978.